# Große Ukrainische Enzyklopädie
Die  Große Ukrainische Enzyklopädie (GUE; ukrainisch Велика українська енциклопедія, ВУЕ) ist eine universelle nationale Enzyklopädie und eine ukrainisch geprägte enzyklopädische Informationsquelle über die Ukraine und die Welt. Die Enzyklopädie wird von der staatlichen wissenschaftlichen Einrichtung „Enzyklopädisches Verlagshaus“ (Kiew) erstellt und veröffentlicht.

## Geschichte
Die Idee, in der Ukraine eine universelle Enzyklopädie zu veröffentlichen, reifte im Umfeld der akademischen Intelligenz seit den 1990er Jahren. Auf der Ebene der Nationalen Akademie der Wissenschaften der Ukraine wurde diese Idee erstmals am 6. April 2001 im Bericht von I. Dzyuba vorgestellt. Die Entscheidung über die Erstellung einer Universalenzyklopädie wurde auf der Sitzung des Präsidiums der Nationalen Akademie der Wissenschaften der Ukraine am 29. November 2012 getroffen. Durch ein Dekret des Präsidenten der Ukraine vom 2. Januar 2013 wurde beschlossen, eine mehrbändige Große Ukrainische Enzyklopädie in Papier- und elektronischer Form zu erstellen.
Die Arbeit an der Enzyklopädie begann 2013 mit der Vorbereitung des Wörterbuchs (eine Liste von Schlagwörtern – zukünftige Artikel). Die Arbeiten am e-GUE-Portal wurden fortgesetzt, das am 13. Dezember 2018 gestartet wurde.

## Beschreibung
Die Konzeption der Großen Ukrainischen Enzyklopädie GUE besteht darin, das moderne wissenschaftliche Bild der Welt, die Geschichte der menschlichen Zivilisation und den Beitrag des ukrainischen Volkes dazu zu reflektieren. Die Anzahl der Einträge beträgt rund 100.000.
Die GUE wird in zwei Versionen erstellt: gedruckt (mehrbändige Ausgabe) und elektronisch (Multimedia-Portal im Internet). Die elektronische Version ermöglicht den Einsatz von interaktiven und multimedialen Werkzeugen, Navigationselementen, Hypertext, Suche usw. Die Inhalte des GUE werden auch über soziale Netzwerke (Facebook, Telegram) verbreitet.
Die meisten Artikel des GUE werden von Mitarbeitern wissenschaftlicher Einrichtungen, Hochschullehrern, Ethnographen, Kunsthistorikern und Experten aus der Wirtschaft verfasst. Dem Charakter der Information nach soll die GUE eine universelle Enzyklopädie und einer der wichtigsten Übermittler der nationalen Idee und der nationalen Kultur sein.
Was das Genre betrifft, so handelt es sich bei den meisten enzyklopädischen GUE-Artikeln aufgrund des Umfangs des Materials und der multimedialen Präsentation um Longreads. Der Textumfang von GUE-Artikeln beträgt 2.000–8.000 Zeichen. In dem enzyklopädischen e-GUE-Langzeitartikel ist das Textmaterial rubriziert und besteht hauptsächlich aus detaillierten Multimedia-Geschichten, in denen Text, Fotos, Infografiken, Zeichnungen, Bilder, Diagramme, Karten, Audio und Video ergänzende Erzählmittel sind.
Die Präsentation der Portalversion des e-GUE fand am 13. Dezember 2018 statt.
Ab 2022: der erste Band der Großen Ukrainischen Enzyklopädie (A-Akts), der zweite Band (Akts-Aor), der dritte Band (Apa-Ayat); das Nachschlagewerk „Ukraine. 30 Jahre Unabhängigkeit“ (Themenband „Ukraine“); Befüllung der elektronischen Version der Enzyklopädie (e-VUE), Genehmigung von Texten, Vorbereitung und Veröffentlichung der gedruckten Version der Pflichtbände.